# Robert Groszwilhelm
Robert Groszwilhelm ist ein ehemaliger rumänischer Skispringer.

## Werdegang
Groszwilhelm startete bei der Nordischen Skiweltmeisterschaft 1991 im italienischen Val di Fiemme. Auf der Trampolino dal Ben landete er auf der Normalschanze auf Rang 63. Von der Großschanze lag er auf Rang 62. Dabei lag er bei beiden Wettbewerben weit abgeschlagen auf dem letzten Platz.